# ハウスドルフ空間
数学におけるハウスドルフ空間（ハウスドルフくうかん、英: Hausdorff space）とは、異なる点がそれらの近傍によって分離できるような位相空間のことである。これは分離空間(separated space)またはT2 空間とも呼ばれる。位相空間についてのさまざまな分離公理の中で、このハウスドルフ空間に関する条件はもっともよく仮定されるものの一つである。ハウスドルフ空間においては点列（あるいはより一般に、フィルターやネット）の極限の一意性が成り立つ。位相空間の理論の創始者の一人であるフェリックス・ハウスドルフにちなんでこの名前がついている。ハウスドルフによって与えられた位相空間の公理系にはこのハウスドルフ空間の公理も含まれていた。

## 定義

相異なる2点を分離するそれぞれの開近傍

X を位相空間とする。X 上の任意の相違なる2点 x, y  に対して、U ∩ V = ∅ であるような x の開近傍 U および y の開近傍 V が必ず存在するとき、Xはハウスドルフ空間であるといわれる。
上の定義と同値な以下のような条件のいずれかによってもハウスドルフ空間の特徴付けが可能なことが知られている：
- X における任意のフィルター（または有向点族）の収束先が高々一つである。
- X の任意の一点からなる単集合はその閉近傍系の共通部分になっている。
- 直積集合 X × X の対角部分集合 Δ = { (x, x) | x ∈ X } が直積位相に関して閉集合になっている。

## 例
実数の集合は、その上に通常定義される位相構造によってハウスドルフ空間になっている。さらに、幾何学などで扱われる位相多様体や距離空間、あるいは解析学などで扱われるノルム空間やその上で弱位相を考えた空間など様々な空間がハウスドルフ空間になる。離散位相空間もハウスドルフである。
一方で、代数学におけるザリスキ位相を考えた代数多様体や、可換環のスペクトルなどの位相空間はしばしばハウスドルフ空間にならない。

## 性質
ハウスドルフ空間の部分空間や直積空間は、ハウスドルフ空間になる。他方、ハウスドルフ空間上で同値関係を考えたときに得られる商空間はハウスドルフになるとは限らない。実際のところ、任意の位相空間はハウスドルフ空間の商として実現できる。
ハウスドルフ空間はT1空間であり、その中で一点集合は閉集合になっている。さらに、ハウスドルフ空間のコンパクト部分集合は閉集合である。ハウスドルフ空間における2つの交わらないコンパクト部分集合はそれらの近傍によって分離できる。
すべてのパラコンパクトハウスドルフ空間は正規である。特にコンパクトハウスドルフ空間は正規である。
ハウスドルフ空間上で定義された、あるいはハウスドルフ空間を値域とするような連続写像に関して以下のような性質が知られている。
- f: X → Yをハウスドルフ空間への連続写像とするとき、そのグラフ { (x, f(x)) | x ∈ X} は直積空間 X × Y の閉集合である。
- f: X → Y を写像、X × X の部分集合 ker(f) = {(x, x′) | f(x) = f(x′) } をその核とするとき、
  - f が連続で Y がハウスドルフならば ker(f) は閉集合
  - f が全射開写像で ker(f) が閉集合ならば Y はハウスドルフ
  - f が全射連続開写像のとき、Y がハウスドルフであることと ker(f) が閉であることは同値になる
- f, g: X → Y が連続写像で Y がハウスドルフ空間のとき、それらの等化域 eq(f, g) = { x |f(x) = g(x) } は X の中で閉じている。とくに、f とg が稠密な集合上一致していたらそれらは全空間上で一致していることになる。
- f: X → Y が全射閉写像でかつ任意の y ∈ Y について f−1(y) がコンパクトであるとする。このとき X がハウスドルフならば Y もハウスドルフになる
- f: X → Y が全射開連続写像で Xがコンパクトハウスドルフ空間のとき、以下は同値である
  - Y はハウスドルフ
  - f は閉写像
  - ker(f) は閉集合

## 関連事項
- 位相空間
- 多様体